# Charlotte Riley
Charlotte Frances Riley (Grindon, 1981. december 29. –) angol színésznő. 
Szerepelt a Könnyed erkölcsök (2008), A holnap határa (2014) és a Támadás a Fehér Ház ellen 2. – London ostroma (2016) című filmekben, továbbá az Üvöltő szelek (2009) és a Birmingham bandája (2014, 2017) című televíziós sorozatokban.

## Magánélete
2014 óta Tom Hardy színész felesége, két gyermekük született.

## Filmográfia

### Film
| Év   | Magyar cím                                    | Eredeti cím                | Szerep                          | Magyar hang   |
| ---- | --------------------------------------------- | -------------------------- | ------------------------------- | ------------- |
| 2008 |                                               | Survey No. 257 (rövidfilm) | Emma                            |               |
| 2008 | Könnyed erkölcsök                             | Easy Virtue                | Sarah Hurst                     |               |
| 2012 |                                               | Entity                     | Kate Hansen                     |               |
| 2014 | A holnap határa                               | Edge of Tomorrow           | Nance                           |               |
| 2015 | A tenger szívében                             | In the Heart of the Sea    | Peggy Gardner Chase             | Szinetár Dóra |
| 2016 | Támadás a Fehér Ház ellen 2. – London ostroma | London Has Fallen          | Jacquelin "Jax" Marshall ügynök | Ruttkay Laura |
| 2018 | Férfiak fecskében                             | Swimming with Men          | Susan                           |               |

### Televízió
| Év        | Magyar cím                         | Eredeti cím                                  | Szerep                            | Megjegyzések                                                                          |
| --------- | ---------------------------------- | -------------------------------------------- | --------------------------------- | ------------------------------------------------------------------------------------- |
| 2007      |                                    | Grownups                                     | Chloe                             | 1 epizód                                                                              |
| 2007      | Holby Városi Kórház                | Holby City                                   | Tanya Cusan                       | 1 epizód                                                                              |
| 2008      |                                    | Inspector George Gently                      | Carmel O'Shaughnessy              | 1 epizód                                                                              |
| 2009      | Üvöltő szelek                      | Wuthering Heights                            | Catherine Earnshaw                | - minisorozat (2 epizód) - magyar hangja: - Major Melinda                             |
| 2009      | Gengszterbirodalom                 | The Take                                     | Maggie Summers                    | 4 epizód                                                                              |
| 2009      | Spanyolnátha: Az elfeledett esetek | Spanish Flu: The Forgotten Fallen            | Peggy Lytton                      | tévéfilm                                                                              |
| 2009      | Marple: A kristálytükör meghasadt  | Marple: The Mirror Crack'd from Side to Side | Margot Bence                      | tévéfilm                                                                              |
| 2010      | Foyle háborúja                     | Foyle's War                                  | Mandy Dean                        | 1 epizód                                                                              |
| 2010–2011 | Banks nyomozó – Az ördög cimborája | DCI Banks                                    | Lucy Payne                        | 3 epizód                                                                              |
| 2012      |                                    | The Town                                     | Alice                             | 3 epizód                                                                              |
| 2012      | Az idők végezetéig                 | World Without End                            | Caris                             | - minisorozat (8 epizód) - jelölés – Szaturnusz-díj a legjobb televíziós színésznőnek |
| 2014–2017 | Birmingham bandája                 | Peaky Blinders                               | May Carleton                      | 6 epizód                                                                              |
| 2015      |                                    | Jonathan Strange & Mr Norrell                | Arabella                          | minisorozat (7 epizód)                                                                |
| 2016      | Közel az ellenséghez               | Close to the Enemy                           | Rachel Lombard                    | - minisorozat (7 epizód) - magyar hangja: - Bognár Anna                               |
| 2017      |                                    | King Charles III                             | Kate                              | tévéfilm                                                                              |
| 2018      |                                    | Press                                        | Holly Evans                       | minisorozat (6 epizód)                                                                |
| 2018      |                                    | Dark Heart                                   | Juliette Wagstaffe                | 6 epizód                                                                              |
| 2018      | Bizalom                            | Trust                                        | Robina Lund                       | minisorozat (6 epizód)                                                                |
| 2019      | Karácsonyi ének                    | A Christmas Carol                            | Lottie / Jelen Karácsony Szelleme | minisorozat (2 epizód)                                                                |
| 2022      | A periféria                        | The Peripheral                               | Aelita                            | 8 epizód                                                                              |

## Fordítás
- Ez a szócikk részben vagy egészben  a   Charlotte Riley című angol Wikipédia-szócikk fordításán alapul.  Az eredeti cikk szerkesztőit annak laptörténete sorolja fel. Ez a jelzés csupán a megfogalmazás eredetét és a szerzői jogokat jelzi, nem szolgál a cikkben szereplő információk forrásmegjelöléseként.